# 郭跃
{\displaystyle }
郭躍（1988年7月17日—），遼寧鞍山人，中國女子乒乓球運動員。

## 生涯
郭躍與牛劍鋒一樣，都是於年幼時就開結正式接觸乒乓球，並於1996年入省隊，4年後入選國家隊。
技術較男性化的郭躍是左手橫拍球員，她於1999年日本舉辦的東亞少年錦標賽中的女子單打項目奪得了冠軍。1年後，在亞洲杯中的女單賽得到亞軍。
入選國家隊的次年，郭躍於九運會中的女團項目取得一面銅牌，又在北韓公開賽贏得了混雙與女團的冠軍和女雙亞軍。2002年，郭躍於奧地利公開賽的女單賽中取得季軍、女雙冠軍、埃及公開賽的女雙亞軍、波蘭公開賽女雙賽事亞軍、丹麥公開賽取得女單、女雙亞軍與國際乒聯總決賽女單項目獲亞。
2003年，郭躍在亞錦賽的女單項目得到季軍，女團項目贏得了冠軍、世乒賽女雙項目亞軍。及後的1年，當時年僅16歲的郭躍與牛劍鋒合拍取得了雅典奧運女子雙打的銅牌。
2008年8月22日，在北京奧運女子乒乓球單打銅牌賽上，郭躍以局數4比2擊敗新加坡選手李佳薇，奪得銅牌。
2010年11月，郭躍代表中國出戰廣州亞運會，參加乒乓球比賽的女子單打、女子雙打（伙拍：李晓霞）及團體項目，奪得兩金一銀的佳績。
2012年，郭躍与李曉霞、丁寧出戰乒乓球女子團體比賽，最終獲得該項賽事冠軍。

## 冠军头衔

### 世界冠军（奥运会，世乒赛，世界杯）
- - 1.  2004年世乒赛女团冠军
  - 2.  2005年48届世乒赛混双冠军
  - 3.  2006年48届世乒赛女团冠军
  - 4.  2007年49届世乒赛混双冠军
  - 5.  2007年49届世乒赛女单冠军
  - 6.  2007年乒乓球团体世界杯冠军
  - 7.  2008年世乒赛女团冠军
  - 8.  2008年北京奥运会女团金牌
  - 9.  2009年世乒赛女双冠军
  - 10. 2009年乒乓球团体世界杯冠军
  - 11. 2010年乒乓球团体世界杯冠军
  - 12. 2011年乒乓球团体世界杯冠军
  - 13. 2011年世乒赛女双冠军
  - 14. 2012年世乒赛女团冠军
  - 15. 2012年伦敦奥运会女团金牌
  - 16. 2013年世乒赛女双冠军

### 公开赛冠军
- - 1.   2001年朝鲜公开赛女团冠军
  - 2.   2001年朝鲜公开赛混双冠军
  - 3.   2002年奥地利公开赛女双冠军
  - 4.   2005年卡塔尔公开赛女双冠军
  - 5.   2005年中国公开赛哈尔滨站女单冠军
  - 6.   2005年中国公开赛哈尔滨站女双冠军
  - 7.   2005年中国公开赛深圳站女双冠军
  - 8.   2006年斯洛文尼亚公开赛女单冠军
  - 9.   2006年斯洛文尼亚公开赛女双冠军
  - 10.  2006年克罗地亚公开赛女单冠军
  - 11.  2007年斯洛文尼亚公开赛女单冠军
  - 12.  2007年克罗地亚公开赛女单冠军
  - 13.  2007年科威特公开赛女单冠军
  - 14.  2007年中国公开赛南京站女单冠军
  - 15.  2007年中国公开赛南京站女双冠军
  - 16.  2008年韩国公开赛女单冠军
  - 17.  2008年韩国公开赛女双冠军
  - 18.  2009年科威特公开赛女双冠军
  - 19.  2009年卡塔尔公开赛女双冠军
  - 20.  2009年中国公开赛苏州站女双冠军
  - 21.  2010年卡塔尔公开赛女单冠军
  - 22.  2010年科威特公开赛女双冠军
  - 23.  2010年中国公开赛苏州站女双冠军
  - 24.  2010年奥地利公开赛女单冠军
  - 25.  2010年奥地利公开赛女双冠军
  - 26.  2011年斯洛文尼亚公开赛女双冠军
  - 27.  2011年英国公开赛女双冠军
  - 28.  2011年卡塔尔公开赛女双冠军
  - 29.  2011年阿联酋公开赛女双冠军
  - 30.  2011年德国公开赛女双冠军
  - 31.  2011年波兰公开赛女双冠军
  - 32.  2011年中国公开赛深圳站女双冠军
  - 33.  2011年中国公开赛苏州站女双冠军
  - 34.  2011年瑞典公开赛女双冠军
  - 35. 2013年中国公开赛长春站女双冠军

### 巡迴賽冠軍&亞運會
- - 1.  2003年国际乒联巡回赛日本站女单冠军
  - 2.  2003年国际乒联巡回赛韩国站女双冠军
  - 3.  2003年国际乒联巡回赛日本站女双冠军
  - 4.  2003年国际乒联巡回赛丹麦站女双冠军
  - 5.  2003年国际乒联巡回赛瑞典站女双冠军
  - 6.  2004年国际乒联巡回赛希腊站女双冠军
  - 7.  2004年国际乒联巡回赛新加坡站女双冠军
  - 8.  2004年国际乒联巡回赛德国站女双冠军
  - 9.  2004年国际乒联巡回赛日本站女双冠军
  - 10.  2004年国际乒联巡回赛总决赛女单冠军
  - 11.  2006年多哈亚运会乒乓球女单冠军
  - 12.  2006年多哈亚运会乒乓球女双冠军
  - 13.  2006年多哈亚运会乒乓球女团冠军
  - 14.  2007年国际乒联巡回赛总决赛女双冠军
  - 15.  2010年廣州亚运会乒乓球女单亞军
  - 16.  2010年廣州亚运会乒乓球女双冠军
  - 17.  2010年廣州亚运会乒乓球女团冠军
  - 18.  2011年国际乒联巡回赛总决赛女双冠军

## 外部連結
- 乒球名将介绍——郭跃